# Dario Squeri
Dario Squeri (Piacenza, 13 maggio 1952) è un politico italiano.

## Biografia
Dal 1990 al 1994 ricoprì il ruolo di assessore all'agricoltura nella giunta provinciale di Piacenza.
Nel 1995, dopo l'approvazione del sistema dell'elezione diretta, fu eletto per la prima volta presidente della Provincia di Piacenza, alla guida della coalizione dell'Ulivo. Venne riconfermato alle successive elezioni del 1999, vinte dopo essersi apparentato al ballottaggio con la Lega Nord .
Nel 1999 fondò a Piacenza la prima lista della Margherita con l'intento di creare una forza di centro moderato alleata alla sinistra riformista.
Antesignano di alleanze politiche nuove in grado di trovare sbocchi anche nazionali, nel 2004 ha fondato il Centro Popolare Europeo (CPE), movimento politico e culturale di ispirazione popolare europea, con l'obiettivo di aggregare le forze dell'area moderata in un'espressione italiana del Partito Popolare Europeo. Ha quindi di conseguenza abbandonato la coalizione di centrosinistra per sostenere, seppur talvolta in maniera critica, la Casa delle Libertà.
È stato il candidato sindaco di Piacenza per il centro-destra alle elezioni comunali del 27 e 28 maggio 2007, riuscendo a partecipare al ballottaggio del 9 e 10 giugno, a seguito del quale è stato battuto dal primo cittadino uscente Roberto Reggi, che ha vinto con il 55,7% dei voti.